# Кампо Сан Никос (Наволато)
Кампо Сан Никос (шп. Campo San Nikos) насеље је у Мексику у савезној држави Синалоа у општини Наволато. Насеље се налази на надморској висини од 10 м.

## Становништво
Према подацима из 2010. године у насељу је живело 9 становника.

### Хронологија
| Година       | 2000           | 2005           | 2010 |
| ------------ | -------------- | -------------- | ---- |
| Становништво | 202 (95 / 107) | 181 (81 / 100) | 9    |

### Попис
| # | Индикатор                     | Вредност |
| - | ----------------------------- | -------- |
| 1 | Укупно домаћинстава           | 41       |
| 2 | Укупно насељених домаћинстава | 2        |
| 3 | Величина локације             | 1        |